# Amy Yasbeck
Amy Yasbeck is een Amerikaanse actrice.  Ze is vooral bekend door haar rol als Casey Chappel Davenport in de sitcom Wings van 1994 tot 1997 en door haar rol als de zeemeermin Madison in de televisiefilm Splash, Too in 1988 (de rol werd oorspronkelijk gespeeld door Daryl Hannah in de film Splash). Yasbeck speelde gastrollen in verschillende televisieseries en verscheen in de films House II: The Second Story, Pretty Woman, Problem Child, Problem Child 2, The Mask, Robin Hood: Men in Tights en Dracula: Dead and Loving It.

## Filmografie

### Films
| Jaar | Film                        | Personage            |               |
| ---- | --------------------------- | -------------------- | ------------- |
| 1987 | House II: The Second Story  | Lana                 |               |
| 1988 | Splash, Too                 | Madison Bauer        | Televisiefilm |
| 1989 | Trenchcoat in Paradise      | Nan Thompson         | Televisiefilm |
| 1989 | Little White Lies           | Vicki                | Televisiefilm |
| 1990 | Pretty Woman                | Elizabeth Stuckey    |               |
| 1990 | Problem Child               | Florence "Flo" Healy |               |
| 1991 | Problem Child 2             | Annie Young          |               |
| 1991 | Dillinger                   | Elaine               | Televisiefilm |
| 1992 | The Nutt House              | Diane Nutt           |               |
| 1993 | Robin Hood: Men in Tights   | Maid Marian          |               |
| 1994 | The Mask                    | Peggy Brandt         |               |
| 1995 | Home for the Holidays       | Ginny Johnson Drewer |               |
| 1995 | Dracula: Dead and Loving It | Mina Seward          |               |
| 1996 | Bloodhounds II              | Sharon               | Televisiefilm |
| 1996 | Sweet Dreams                | Laura Renault        | Televisiefilm |
| 1998 | Denial                      | Claudia              |               |
| 1998 | The Odd Couple II           | Stewardess           |               |
| 1998 | Dead Husbands               | Betty Lancing        | Televisiefilm |
| 2012 | Little Women, Big Cars      | Meg                  |               |
| 2012 | Little Women, Big Cars 2    | Meg                  |               |
| 2025 | Fireflies in the Dusk       | Edith                | Kortfilm      |

### Televisieseries
| Jaar       | Serie                   | Personage                         |                                        |
| ---------- | ----------------------- | --------------------------------- | -------------------------------------- |
| 1985       | Rockhopper              | Sonia Petrova                     |                                        |
| 1986–1987  | Days of Our Lives       | Olivia Reed                       |                                        |
| 1987       | Dallas                  | Mary Elizabeth                    | 2 afl.                                 |
| 1987       | Spies                   | Margo                             | Afl. "Right or Wrong"                  |
| 1987       | Werewolf                | Deidra                            | Afl. "Nothing Evil in These Woods"     |
| 1987       | J.J. Starbuck           | Doreen                            | Afl. "Pilot"                           |
| 1987–1988  | Magnum, P.I.            | Diana                             | 4 afl.                                 |
| 1988       | China Beach             | Airplane Stewardess               | Afl. "Pilot"                           |
| 1989       | Murphy Brown            | Young Lady in Bar                 | Afl. "Why Do Fools Fall in Love?"      |
| 1989       | Generations             | Carla                             |                                        |
| 1990       | Midnight Caller         | Mary Lou Harper                   | Afl. "The Hostage Game"                |
| 1990       | Poochinski              | Frannie Reynolds                  |                                        |
| 1990, 1993 | Matlock                 | Lauren Chadwick / Cheryl Atkinson | 2 afl.                                 |
| 1991       | Murder, She Wrote       | Connie Canzinaro                  | Afl. "Family Doctor"                   |
| 1991       | The Cosby Show          | Alicia Evans                      | Afl. "Total Control"                   |
| 1992       | Get a Life              | Evelyn                            | Afl. "Girlfriend 2000"                 |
| 1992       | Designing Women         | Tiffany                           | Afl. "A Little Night Music"            |
| 1992       | Quantum Leap            | Frankie Washarskie                | Afl. "Stand Up"                        |
| 1993       | Street Justice          | Nancy                             | Afl. "The Wall"                        |
| 1994       | Diagnosis: Murder       | Karen Davis                       | Afl. "The Restless Remains"            |
| 1994       | Dave's World            | Julie                             | Afl. "The Funeral"                     |
| 1994–1997  | Wings                   | Casey Chappel Davenport           |                                        |
| 1995       | Platypus Man            | Wendy                             | Afl. "Pilot"                           |
| 1997–1998  | Alright Already         | Renee                             |                                        |
| 1999       | It's Like, You Know...  | Karen                             | Afl. "The Sweet Smell of Success"      |
| 2002       | House Blend             | Sally Harper                      | Pilootaflevering                       |
| 2003       | Just Shoot Me!          | Skyler                            | Afl. "For the Last Time, I Do"         |
| 2005       | Life on a Stick         | Michelle Lackerson                |                                        |
| 2006       | That's So Raven         | Joni Daniels                      | Afl. "The Ice Girl Cometh"             |
| 2007       | Shorty McShorts' Shorts | Danielle (stem)                   | Afl. "Flip-Flopped"                    |
| 2010       | Hot in Cleveland        | Hailey Nash                       | Afl. "The Sex That Got Away"           |
| 2013       | Bones                   | Diana Malkin                      | Afl. "The Archaeologist in the Cocoon" |
| 2013       | Modern Family           | Lorraine                          | Afl. "Larry's Wife"                    |
| 2015       | Workaholics             | Annette                           | Afl. "Gramps Demamp Is Dead"           |
| 2016       | Pretty Little Liars     | Claudia                           | Afl. "Do Not Disturb"                  |